# Раш-Гілл (Міссурі)
Раш-Гілл (англ. Rush Hill) — селище (англ. village) в США, в окрузі Одрейн штату Міссурі. Населення — 103 особи (2020).

## Географія
Раш-Гілл розташований за координатами 39°12′36″ пн. ш. 91°43′31″ зх. д. / 39.21000° пн. ш. 91.72528° зх. д. (39.210012, -91.725162).  За даними Бюро перепису населення США в 2010 році селище мало площу 0,47 км², з яких 0,46 км² — суходіл та 0,00 км² — водойми.

## Демографія
Згідно з переписом 2010 року, у селищі мешкала 151 особа в 60 домогосподарствах у складі 39 родин. Густота населення становила 324 особи/км².  Було 69 помешкань (148/км²).
Расовий склад населення:
| - 96,0 % — білих |

До двох чи більше рас належало 4,0 %. Частка іспаномовних становила 4,0 % від усіх жителів.
За віковим діапазоном населення розподілялося таким чином: 35,1 % — особи молодші 18 років, 53,6 % — особи у віці 18—64 років, 11,3 % — особи у віці 65 років та старші. Медіана віку мешканця становила 33,3 року. На 100 осіб жіночої статі у селищі припадало 106,8 чоловіків;  на 100 жінок у віці від 18 років та старших — 117,8 чоловіків також старших 18 років.
Середній дохід на одне домашнє господарство  становив 38 844 долари США (медіана — 40 469), а середній дохід на одну сім'ю — 42 220 доларів (медіана — 41 406). За межею бідності перебувало 6,8 % осіб, у тому числі 0,0 % дітей у віці до 18 років та 6,3 % осіб у віці 65 років та старших.
Цивільне працевлаштоване населення становило 68 осіб. Основні галузі зайнятості: виробництво — 23,5 %, освіта, охорона здоров'я та соціальна допомога — 23,5 %, транспорт — 14,7 %, роздрібна торгівля — 10,3 %.